# زیردریایی یو-۳۶۷
زیردریایی یو-۳۶۷ (به انگلیسی: German submarine U-367) یک زیردریایی بود که طول آن ۶۷٫۱ متر (۲۲۰ فوت ۲ اینچ) بود. این زیردریایی در سال ۱۹۴۳ ساخته شد.